# 城巴12M線
城巴12M線是香港一條來往港島中西區內金鐘（添馬街）和半山區的循環巴士路線，途經堅道、柏道及羅便臣道，折返點設於柏道，只於星期一至五上午繁忙時間提供服務。

## 簡介及歷史
本線於1983年5月2日開辦，由中巴營辦，祇於繁忙時間提供服務。1993年9月1日，運輸署把本線交由城巴接辦（Network 26 新里程），並加強服務，提升為平日早上至黃昏均提供服務，並將本線用車全空調化。
城巴接辦後，初期客量欠佳，城巴一度計劃將本線與城巴12線合併，更已發出乘客通告，但因被半山區居民反對而把計劃取消。後來於1996年4月21日起，提升至每天清晨至午夜提供服務，此後客量開始上升。
- 2011年7月4日：本線往金鐘（添馬街）方向取消繞經美利道，不再停靠美利道停車場外的巴士站[1][2]。
- 2016年5月20日：增設實時抵站時間查詢服務。
- 2022年8月14日：改為只於星期一至五上午繁忙時間提供服務並削減班次[3]。

## 服務時間及班次
- 金鐘（添馬街）開
  - 星期一至五：07:00、07:20、07:40、08:05、08:30、08:55

逢星期六、日及公眾假期不設服務

## 收費
全程：$5.6
| - 本線設有12歲以下小童及65歲或以上長者半價優惠。 - 65歲或以上香港居民使用「樂悠咭」，以及12歲以下合資格殘疾兒童使用「殘疾人士身份」個人八達通繳付車資，均可享有每程$2.0或半價（以較低者為準）的票價優惠；12至64歲合資格殘疾人士使用「殘疾人士身份」個人八達通（包括「樂悠咭」），以及60至64歲香港居民使用「樂悠咭」繳付車資，均可享有每程$2.0或全費（以較低者為準）的票價優惠。 - 65歲或以上長者如使用長者或一般個人八達通繳付車資，則只可享有半價優惠；12至64歲合資格殘疾人士如不使用「殘疾人士身份」個人八達通，以及60至64歲人士如不使用「樂悠咭」繳付車資，必須繳付全費。 - 乘客可以現金或八達通於上車時付款，不設找續。 - 每位成人乘客可免費攜帶最多兩名4歲以下而不佔座位的兒童乘客乘車，超額之4歲以下小童必須繳付小童車費乘車。 - 九龍巴士、城巴及龍運巴士全職員工及家屬（不包括外判職員）可免費乘搭本路線，惟必須拍職員或職員家屬八達通。 - 乘客亦可使用AlipayHK「易乘碼」、支付寶、WeChatHK／微信支付「搭車碼」、銀聯雲閃付「乘車碼」及BOC Pay「乘車碼」、具有感應式支付功能的VISA、Mastercard及銀聯卡，以及Apple Pay、Google Pay及Samsung Pay流動支付平台繳付車資。使用此支付方式的乘客可享有中途下車之分段收費，以及與其他城巴獨營路線或聯營線城巴班次之轉乘優惠，惟不適用於與非城巴路線之轉乘優惠。乘客亦不能享有「公共交通費用補貼計劃」及「長者及合資格殘疾人士公共交通票價優惠計劃」。 |

### 八達通轉乘計劃
乘客登上本線後指定時間內以同一張八達通卡轉乘以下路線，或從以下路線登車後指定時間內以同一張八達通卡轉乘本線，次程可獲車資折扣優惠：
12M←→12，次程車資全免，轉乘時間為90分鐘
- 12M往金鐘 → 12往中環
- 12往羅便臣道 → 12M往柏道

12M←→25、26，轉乘時間為90分鐘
- 12M往金鐘 → 25往寶馬山，回贈首程車資，祇適用於在聖士提反女校或之後各站登上12M的乘客
- 12M往金鐘 → 26往勵德邨，次程可獲$2.4折扣優惠，祇適用於在聖士提反女校或之後各站登上12M的乘客
- 25往中環 → 12M往柏道，次程車資全免，祇適用於在天后廟道及寶馬山登上25的乘客
- 26往荷李活道 → 12M往柏道，次程可獲$3.1折扣優惠

12M←→930(A/X)，次程可獲$1.5折扣優惠，轉乘時間為90分鐘
- 12M往金鐘 → 930(A/X)往荃灣
- 930(A/X)往港島 → 12M往柏道

A11往北角碼頭 → 12M往柏道，次程車資全免，轉乘時間為120分鐘

## 使用車輛
受半山的路面影響，本線祇能使用車身長度較短的巴士行走。本線主要使用亞歷山大丹尼士Enviro 400 、亞歷山大丹尼士Enviro 500 MMC 11.3米和富豪B9TL 11.3米雙層巴士。
本線曾使用青年JNP6105GR單層巴士行駛，惟由2022年8月14日起，配合本線大幅削減服務時間及12線除星期一至五上午繁忙時間外全日繞經金鐘，全線改派雙層巴士行走，自1995年起進駐此路線的單層巴士從此絕跡。

## 行車路線
經：添馬街、夏慤道、紅棉路天橋、金鐘道、皇后大道中、德己立街、威靈頓街、擺花街、荷李活道、亞畢諾道、堅道、般咸道、柏道、羅便臣道、花園道、天橋、金鐘道及添馬街。

### 沿線車站

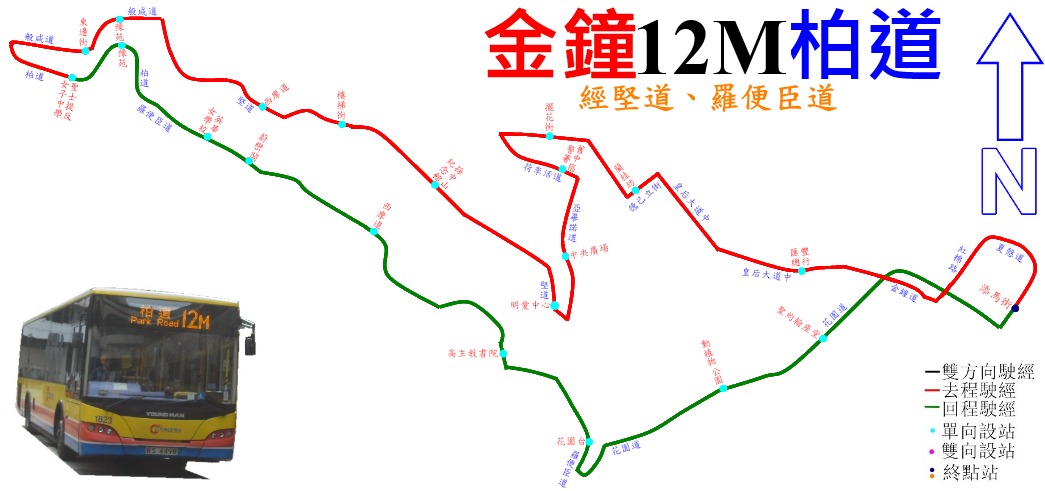
本線的走線圖

| 金鐘（添馬街）開 | 金鐘（添馬街）開 | 金鐘（添馬街）開       |
| 序號             | 車站名稱         | 位置                   |
| ---------------- | ---------------- | ---------------------- |
| 1                | 金鐘（添馬街）   | 金鐘（添馬街）巴士總站 |
| 2                | 匯豐總行大廈     |                        |
| 3                | 蘭桂坊           | 德己立街               |
| 4                | 擺花街           | 擺花街                 |
| 5                | 大館             | 荷李活道               |
| 6                | 中央廣場         | 亞畢諾道               |
| 7                | 明愛中心         | 堅道                   |
| 8                | 孫中山紀念館     | 堅道                   |
| 9                | 樓梯街           | 堅道                   |
| 10               | 西摩道           | 堅道                   |
| 11               | 豫苑             | 般咸道                 |
| 12               | 東邊街           | 般咸道                 |
| 13               | 聖士提反女子中學 | 柏道                   |
| 14               | 豫苑             | 柏道                   |
| 15               | 英華女學校       | 羅便臣道               |
| 16               | 蔚巒閣           | 羅便臣道               |
| 17               | 西摩道           | 羅便臣道               |
| 18               | 高主教書院       | 羅便臣道               |
| 19               | 花園台           | 羅便臣道               |
| 20               | 香港動植物公園   | 花園道                 |
| 21               | 聖約翰座堂       | 花園道                 |
| 22               | 金鐘（添馬街）   | 金鐘（添馬街）巴士總站 |

## 外部連結
城巴
- 城巴12M線 （页面存档备份，存于）
- 城巴12M線路線圖 （页面存档备份，存于）
- 城巴12M線詳細時間表 （页面存档备份，存于）

其他
- 681巴士總站 城巴12M線 （页面存档备份，存于）